# برزنیکا (کرواسی)
برزنیکا (به لاتین: Breznica) یک شهرستان کرواسی و شهرستان و روستا در کرواسی است که در شهرستان واراژدین واقع شده‌است. برزنیکا ۲٬۲۰۰ نفر جمعیت دارد.